# Ptolomeo IX
Ptolomeo IX Sóter II, apodado Látiro (Garbanzo) (Griego: Πτολεμαίος Σωτήρ Λάθυρος) fue rey de la dinastía Ptolemaica del Antiguo Egipto en tres períodos distintos: de 116 a. C. a 110 a. C., de 109 a. C. a 107 a. C. y de 88 a. C. a 81 a. C., siempre en alternancia con su hermano, Ptolomeo X.
Reinó al principio junto con su madre, Cleopatra III. Se casó primero con su hermana Cleopatra IV, y posteriormente con su otra hermana, Cleopatra Selene I. Fue depuesto por su madre y reemplazado por su hermano Ptolomeo X, aunque poco tiempo después regresó al trono, cuando Ptolomeo X asesinó a su madre, expulsándole. 
En 88 a. C. venció y mató a su hermano, reinando hasta su muerte. Le sucedió su hija Berenice III, casada con Ptolomeo XI. Este mató a Berenice a los pocos días de casados y la reemplazó en el trono. Fue también el padre de Ptolomeo XII Auletes y por lo tanto abuelo de la famosa Cleopatra VII.

## Testimonios de su época
- Templo nuevo de Triphis en Atribis, en el Alto Egipto (Arnold 1999:206)
- Trabajos menores en Karnak (Arnold 1999:206)
- Trabajos en la capilla Ramésida de Nejbet-Hathor, en El-Kab (Arnold 1999:206 - 208)
- Trabajos en Edfu (Arnold 1999:209)
- Bloques con el nombre del rey, en Coptos (Arnold 1999:)

## Titulatura
- Nombre de Horus: Dyesermesuthenahapanj necherjeperu-hetermesjenetentsaiset
- Nombre de Nebty: Sejasumutefhernesetitef ityeftauyemmaajeru
- Nombre de Hor-Nub: Nebtamery heqafemha nebhebused miptahtatenenitnecherunesyt Itysemenhepu midyehuty aa aa

| Titulatura | Jeroglífico | Transliteración (transcripción) - traducción - (referencias) |

| U22 | R8 | X1 | R8 | X1 · D39 | S29 | X1 | Aa27 | U6 | F44 | S42 | C2 | U21 · N35 | C2 | C12 | D4 · Aa11 |

| U22 | R8 | X1 | R8 | X1 · D39 | S29 | X1 | Aa27 | U6 | F44 | S42 | C2 | U21 · N35 | C2 | C12 | D4 · Aa11 |

| U22 | R8 | X1 | R8 | X1 · D39 | S29 | X1 | Aa27 | U6 | F44 | S42 | C2 | U21 · N35 | C2 | C12 | D4 · Aa11 |

| U22 | R8 | X1 | R8 | X1 · D39 | S29 | X1 | Aa27 | U6 | F44 | S42 | C2 | U21 · N35 | C2 | C12 | D4 · Aa11 |

| U22 | R8 | X1 | R8 | X1 · D39 | S29 | X1 | Aa27 | U6 | F44 | S42 | C2 | U21 · N35 | C2 | C12 | D4 · Aa11 |

| U22 | R8 | X1 | R8 | X1 · D39 | S29 | X1 | Aa27 | U6 | F44 | S42 | C2 | U21 · N35 | C2 | C12 | D4 · Aa11 |

| U22 | R8 | X1 | R8 | X1 · D39 | S29 | X1 | Aa27 | U6 | F44 | S42 | C2 | U21 · N35 | C2 | C12 | D4 · Aa11 |

| U22 | R8 | X1 | R8 | X1 · D39 | S29 | X1 | Aa27 | U6 | F44 | S42 | C2 | U21 · N35 | C2 | C12 | D4 · Aa11 |

| U22 | R8 | X1 | R8 | X1 · D39 | S29 | X1 | Aa27 | U6 | F44 | S42 | C2 | U21 · N35 | C2 | C12 | D4 · Aa11 |

| U22 | R8 | X1 | R8 | X1 · D39 | S29 | X1 | Aa27 | U6 | F44 | S42 | C2 | U21 · N35 | C2 | C12 | D4 · Aa11 |

| U22 | R8 | X1 | R8 | X1 · D39 | S29 | X1 | Aa27 | U6 | F44 | S42 | C2 | U21 · N35 | C2 | C12 | D4 · Aa11 |

| U22 | R8 | X1 | R8 | X1 · D39 | S29 | X1 | Aa27 | U6 | F44 | S42 | C2 | U21 · N35 | C2 | C12 | D4 · Aa11 |

| U22 | R8 | X1 | R8 | X1 · D39 | S29 | X1 | Aa27 | U6 | F44 | S42 | C2 | U21 · N35 | C2 | C12 | D4 · Aa11 |

| U22 | R8 | X1 | R8 | X1 · D39 | S29 | X1 | Aa27 | U6 | F44 | S42 | C2 | U21 · N35 | C2 | C12 | D4 · Aa11 |

| U22 | R8 | X1 | R8 | X1 · D39 | S29 | X1 | Aa27 | U6 | F44 | S42 | C2 | U21 · N35 | C2 | C12 | D4 · Aa11 |

| U22 | R8 | X1 | R8 | X1 · D39 | S29 | X1 | Aa27 | U6 | F44 | S42 | C2 | U21 · N35 | C2 | C12 | D4 · Aa11 |

|  | ỉwˁ n nṯr mnḫ nṯr.t mt(.t) mw.t s nḏ(.t) stp n ptḥ wsr kȝ rˁ sḫm ˁnḫ n ỉmn (iuaennecheruy metmutsenedyet menejuy setepenptah irmaatra setepenamon) Heredero del dios Evergetes y de la diosa Filometor Soter, Elegido de Ptah, Quien lleva la justicia de Ra, Imagen viviente de Amón |

| Q3 · X1 | V4 | E23 · Aa15 | M17 | M17 | S29 | S34 | D&t&N17 | Q3 · X1 | V28 | N36 |

| Q3 · X1 | V4 | E23 · Aa15 | M17 | M17 | S29 | S34 | D&t&N17 | Q3 · X1 | V28 | N36 |

| Q3 · X1 | V4 | E23 · Aa15 | M17 | M17 | S29 | S34 | D&t&N17 | Q3 · X1 | V28 | N36 |

| Q3 · X1 | V4 | E23 · Aa15 | M17 | M17 | S29 | S34 | D&t&N17 | Q3 · X1 | V28 | N36 |

| Q3 · X1 | V4 | E23 · Aa15 | M17 | M17 | S29 | S34 | D&t&N17 | Q3 · X1 | V28 | N36 |

| Q3 · X1 | V4 | E23 · Aa15 | M17 | M17 | S29 | S34 | D&t&N17 | Q3 · X1 | V28 | N36 |

| Q3 · X1 | V4 | E23 · Aa15 | M17 | M17 | S29 | S34 | D&t&N17 | Q3 · X1 | V28 | N36 |

| Q3 · X1 | V4 | E23 · Aa15 | M17 | M17 | S29 | S34 | D&t&N17 | Q3 · X1 | V28 | N36 |

| Q3 · X1 | V4 | E23 · Aa15 | M17 | M17 | S29 | S34 | D&t&N17 | Q3 · X1 | V28 | N36 |

| Q3 · X1 | V4 | E23 · Aa15 | M17 | M17 | S29 | S34 | D&t&N17 | Q3 · X1 | V28 | N36 |

| Q3 · X1 | V4 | E23 · Aa15 | M17 | M17 | S29 | S34 | D&t&N17 | Q3 · X1 | V28 | N36 |

| Q3 · X1 | V4 | E23 · Aa15 | M17 | M17 | S29 | S34 | D&t&N17 | Q3 · X1 | V28 | N36 |

| Q3 · X1 | V4 | E23 · Aa15 | M17 | M17 | S29 | S34 | D&t&N17 | Q3 · X1 | V28 | N36 |

| Q3 · X1 | V4 | E23 · Aa15 | M17 | M17 | S29 | S34 | D&t&N17 | Q3 · X1 | V28 | N36 |

| Q3 · X1 | V4 | E23 · Aa15 | M17 | M17 | S29 | S34 | D&t&N17 | Q3 · X1 | V28 | N36 |

| Q3 · X1 | V4 | E23 · Aa15 | M17 | M17 | S29 | S34 | D&t&N17 | Q3 · X1 | V28 | N36 |

## Sucesión
| Predecesor: Ptolomeo VIII Evergetes II | Faraón de Egipto (Dinastía Ptolemaica) 116 - 110 a. C. como corregente Cleopatra III (116-110 a. C.) y Cleopatra IV (116-115 a. C.) | Sucesor: Ptolomeo X Alejandro I |
| Predecesor: Ptolomeo X Alejandro I     | Faraón de Egipto (Dinastía Ptolemaica) 109 - 107 a. C. como corregente Cleopatra III (109-107 a. C.)                                | Sucesor: Ptolomeo X Alejandro I |
| Predecesor: Ptolomeo X Alejandro I     | Faraón de Egipto (Dinastía Ptolemaica) 88 - 81 a. C.                                                                                | Sucesor: Berenice III           |